# Poblados Marítimos
Poblados Marítimos (en valenciano y oficialmente Poblats Marítims) es el nombre que recibe el distrito número 11 de la ciudad de Valencia (España), formado por varios barrios y poblados marineros que estaban separados de la ciudad de Valencia hace años. Limita al norte con el municipio de Alboraya, al este con el mar Mediterráneo, al sur con los Poblados del Sur y al oeste con Algirós, Caminos al Grao y Quatre Carreres. Está compuesto por cinco barriadas marineras: Grao, Cabañal-Cañamelar, Malvarrosa, Beteró y Nazaret. Su población censada en 2022 era de 55.486 habitantes según el Ayuntamiento de Valencia.

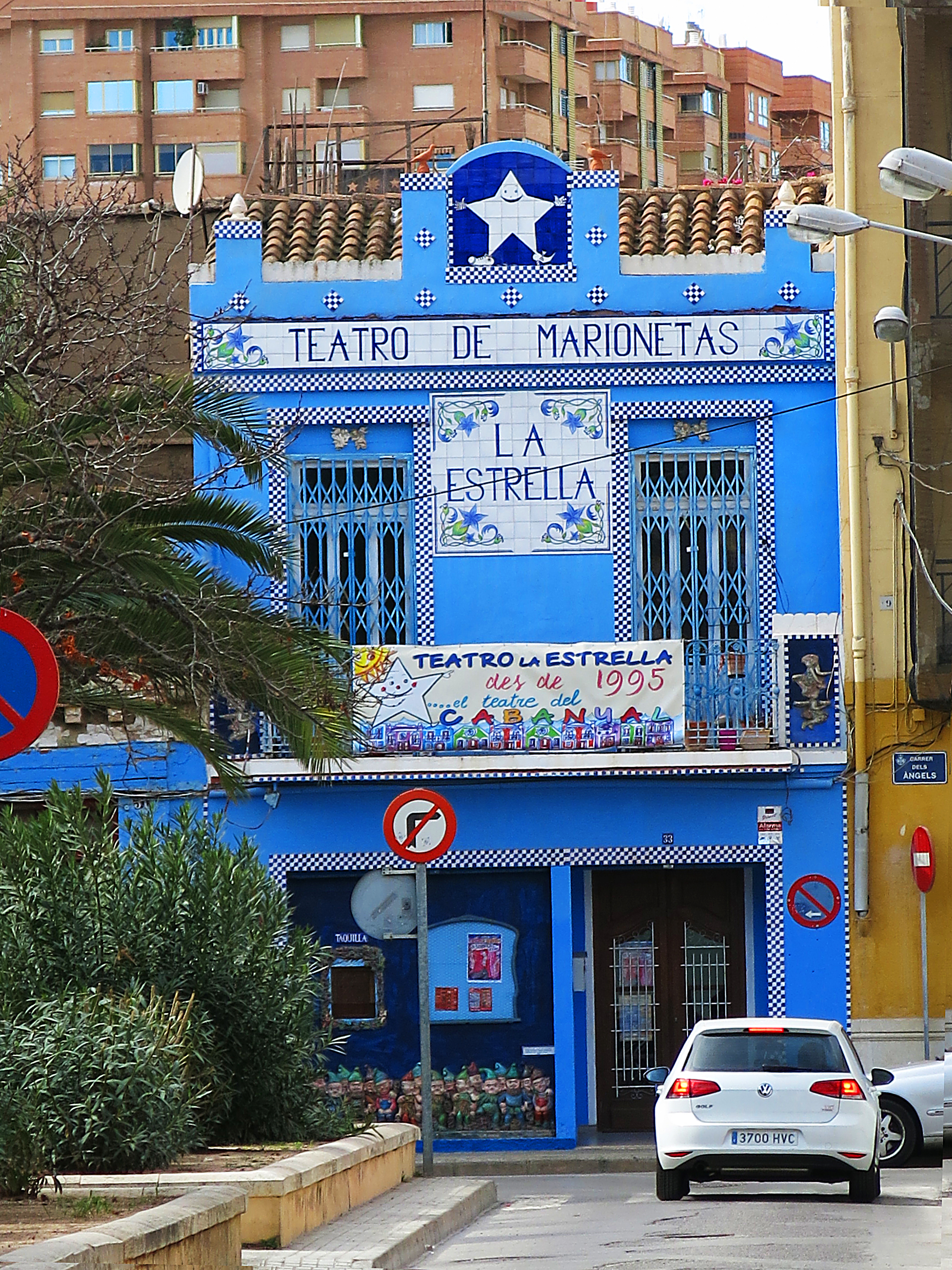
Teatro de La Estrella en el barrio de Cabañal-Cañamelar de los Poblados Marítimos.